# 中山 (地貌学)
中山（地貌学）指绝对高度为1000-3500m，相对高度为500-1000m的山地。山坡的坡度平均为10°-25°。根据外貌又可以分为：具有缓和形体的中山；具有较陡峭形体的中山（如荒漠中一些中山）；具有经过冰川作用的角锋、刃脊、山坡上部布有冰斗、谷地具有冰川谷特征的中山。中国中部与东部为中山分布区、中山在现代湿热气候条件下以流水侵蚀作用为主，化学风化旺盛。中山的地貌特点常是峰顶浑圆，山岭轮廓较缓和，山坡一般为上缓下陡的凸形坡。秦岭、太行山、庐山、黄山、长白山等均为中山。